# Ludwik Zefiryn Moreau
Ludwik Zefiryn Moreau, właśc. fr. Louis-Zéphirin Moreau (ur. 1 kwietnia 1824 w Bécancour w Kanadzie, zm. 24 maja 1901 w Saint-Hyacinthe) – założyciel żeńskich zgromadzeń zakonnych, biskup w diecezji św. Hiacynta (Jacka Odrowąża) w Québecu, błogosławiony Kościoła rzymskokatolickiego.

## Życiorys
Był piątym z dwanaściorga dzieci swoich rodziców. W dniu 19 grudnia 1846 roku otrzymał święcenia kapłańskie, a w dniu 19 listopada 1875 roku został mianowany biskupem diecezji św. Hiacynta (archidiecezja Sherbrooke). Założył dwa zgromadzenia: Zgromadzenie Sióstr pod wezwaniem św. Józefa oraz Instytut Św. Marty dla obsługiwania seminarium, kurii biskupiej i zakładów wychowawczych w Saint-Hyacinthe.
Zmarł 24 maja 1901 roku mając 77 lat, w opinii świętości.
Jego proces beatyfikacyjny rozpoczął się w 1924 roku. Został beatyfikowany przez papieża Jana Pawła II w dniu 10 maja 1987 roku.